# آلن لیک
آلن لیک (انگلیسی: Alan Lake; ۲۴ نوامبر ۱۹۴۰ – ۱۰ اکتبر ۱۹۸۴) هنرپیشه اهل بریتانیا بود.
وی بازیگر فیلم‌هایی همچون کارمزدی، قایم‌موشک، مهمانی اداره و دکتر هو بوده‌است.